# Thomas Tew
Thomas Tew (Inghilterra, 1649 – Oceano Indiano, 1695) è stato un pirata inglese.

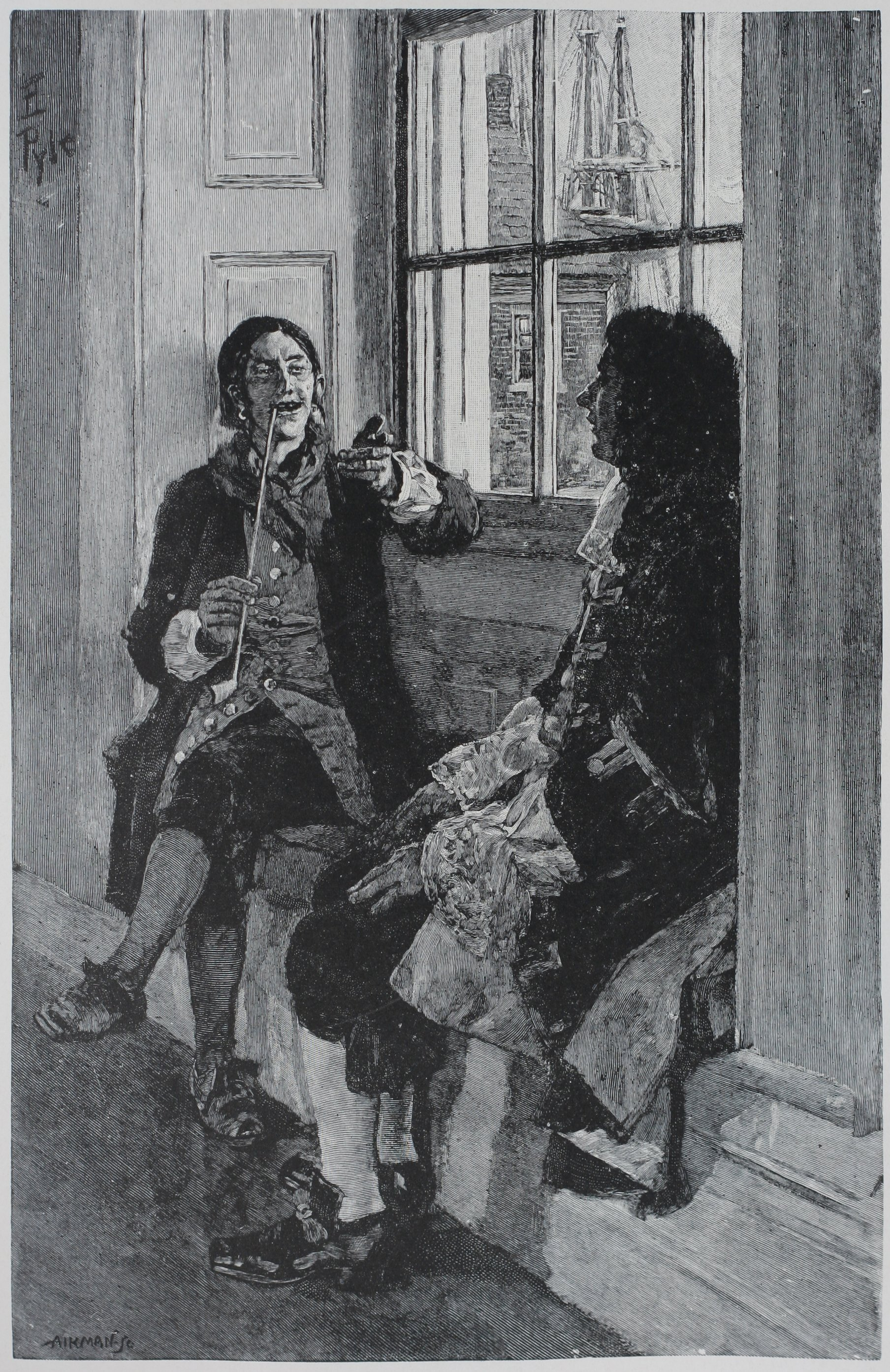
Thomas Tew

Tew nacque a Midford in Inghilterra, probabilmente discendeva da una famiglia nobile di Rhode Island. Fu un pirata attivo dal 1690 a New York, Rhode Island e nel Mar Rosso. Molte informazioni sul suo conto sono tratte dai resoconti del Capitano Charles Johnson, soprannominato "Il Pirata Pini" per la sua inettitudine.

## Biografia

Jolly Roger di Thomas Tew

È spesso riportato che Tew avesse una famiglia nel Rhode Island stanziata li almeno dal 1640 ma non si sa precisamente dove sia nato. 
Nel 1691, Tew si trasferì alle Bermuda. Ci sono prove che a quel tempo era già considerato un pirata, ma nessuno storico moderno ha determinato se questa reputazione fosse stata guadagnata o meno. Potrebbe semplicemente esser stato un corsaro che veniva ingaggiato per assaltare navi francesi e spagnole. 
Nel 1692, Tew ottenne una lettera di corsa dal governatore delle Bermuda e venne equipaggiato con lo sloop "Amity" da 70 tonnellate, armato di otto cannoni e con a bordo 46 uomini e ufficiali. L'incarico consisteva nel distruggere una fabbrica francese al largo delle coste dell'Africa occidentale.
Tew salpò a dicembre ma, non molto lontano dalle Bermuda, annunciò la sua intenzione di passare alla pirateria, chiedendo ed ottenendo l'appoggio del suo equipaggio. 
Alla fine del 1693 Tew raggiunse il Mar Rosso e assaltò una nave indiana sulla rotta che andava dall'India all'impero ottomano. Gli indiani si arresero senza una seria resistenza e senza infliggere vittime agli aggressori. I pirati di Tew saccheggiarono il tesoro della nave, per un valore di £ 100.000 in oro e argento, senza contare il valore di avorio, spezie, pietre preziose e seta. In seguito la Amity si avviò verso Capo di Buona Speranza, fermandosi nell'insediamento pirata di Adam Baldridge a St. Mary's in Madagascar. 
Tew raggiunse Newport nell'aprile del 1694 e divenne amico di Benjamin Fletcher, governatore reale della Provincia di New York.
Nel novembre 1694, Tew ricevette una nuova lettera di corsa, questa volta da Fletcher, e partì per un'altra incursione nel Mar Rosso, consapevole di trovare prede preziose grazie all'esperienza dell'anno precedente.
Arrivato nello stretto di Mandab, foce del Mar Rosso, nell'agosto 1695, Tew trovò molti altri pirati, tra cui Henry Avery, capitano della Fancy e i capitani pirati del Rhode Island Joseph Faro e Thomas Wake, William May e Richard Want. Tew e gli altri capitani decisero quindi di allearsi per aumentare le possibilità di successo e presero a navigare insieme. 
Nel settembre 1695, una flotta Moghul di 25 navi si avvicinò allo stretto di Mandab. L'Amity assaltò una delle navi ma Tew rimase ucciso da un colpo di cannone nemico. Demoralizzato, l'equipaggio si arrese immediatamente e fu imprigionato, anche se tutti furono liberati poco più tardi quando Henry Avery catturò la nave prigione Moghul.